# MacDonald Mukansi
MacDonald Mukansi (Boksburg, 1975. május 26. –) dél-afrikai válogatott labdarúgó.

## Pályafutása

### Klubcsapatban
Pályafutása során sok klubcsapatban megfordult. Játszott többek között a Jomo Cosmos, az Énoszi Néon Paralimníu, a Lokomotiv Szofija, a CSZKA Szofija, a SuperSport United, a Manning Rangers, az SZKA-Harabovszk és az AmaZulu csapataiban.

### A válogatottban
2001 és 2003 között 8 alkalommal szerepelt a Dél-afrikai válogatottban. Részt vett a 2002-es világbajnokságon. 